# Konqueror
Konqueror je web preglednik, manager za datoteke i univerzalan preglednik za datoteke. Služi se KHTML engineom i dio je KDE-projekta, ali bez problema može raditi na GNOME-u ili XFCE-u. Od KDE verzije 4, Konqueror nije više standartni manager za datoteke, to je sada Dolphin. Univerzalan preglednik je zahvaljujući KPart tehnologije, a od njegovog KHTML engina nastao je Appleov WebKit engine, s kojim se služi web preglednik Safari.